# Codominância
A codominância pode ser definida como a ocorrência de dois alelos de um gene que se expressam simultaneamente no heterozigoto, mas de forma independente. Em casos de codominância os alelos se expressam igualmente, ou seja, não ocorre relações de dominância ou recessividade. Desta forma, o fenótipo do heterozigoto resultante irá apresentar características presentes nos fenótipos dos homozigotos de origem

## História
Gregor Mendel, pai da genética, cruzou ervilhas de tipos distintos, o que permitiu a formulação de 3 leis determinantes para consolidar a base do princípio da hereditariedade. De maneira geral, características são passadas para a próxima geração, pois são determinadas por genes, que podem se apresentar de diversas formas, denominadas de alelos. Na presença de dois tipos de alelos distintos, o dominante determina o fenótipo (aparência) – lei de dominância. Apenas uma das cópias do gene é distribuída, aleatoriamente, para cada gameta (óvulo ou espermatozoide), que após a união gera um novo genótipo contendo os alelos gaméticos – lei da segregação. Por último, estes genes serão herdados individualmente – lei da segregação independente.
Assim, a partir das leis mendelianas, o aprofundamento desses estudos contribuíram com os conhecimentos da genética e, em congruência, o surgimento de caminhos para novas pesquisas, a simplicidade de Mendel não supriu a necessidade da ciência em alcançar questões complexas, principalmente, as que envolvem os genes. Sendo assim, atualmente, temos o conhecimento das extensões da herança mendeliana, que são, os desvios da interação alélica em relação ao conceito de dominância descrito, sendo assim, formas distintas de um gene não são limitadas a dois alelos e mais de um gene determina um fenótipo.
Portanto, quando se trata desse assunto, devemos abster de que existem, apenas, alelos recessivos e dominantes, e, que é necessário compreender a capacidade de  interação entre os alelos, havendo situações que os mesmos podem ser expressados simultaneamente mas, ao mesmo tempo, independentes. À vista disso, torna -se difícil distinguir o efeito de cada gene individualmente quando há um grande número de genes envolvidos, ou seja, a grande quantidade de genes dificulta a identificação de variantes genéticas herdadas, de acordo com as regras Mendelianas.
A codominância, então, em conjunto com alelos múltiplos, dominância incompleta, pleiotropia, alelos letais e herança ligada ao sexo, são interações genicas extensivas ao conceito mendeliano de herança.

## Observação
Não confunda codominância com dominância incompleta!
A dominância incompleta se aplica em casos onde o heterozigoto fica entre dois fenótipos homozigotos, se tornando um fenótipo intermediário entre ambos os fenótipos heterozigoto e homozigoto. A real importância está na diferenciação dos fenótipos, ou seja, a principal diferença nessas dominâncias está no fato de que a dominância completa expressa alelos de forma independente, o fenótipo de ambas será igual. Já a dominância incompleta tem três possibilidades de fenótipos. Dominante, expressada por dois alelos, recessiva, expressada por dois alelos recessivos e a intermediária.

## Exemplos de codominância

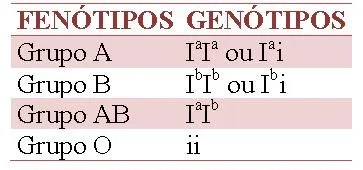
Sistema ABO

Entre os humanos, um ótimo exemplo de codominância é o sistema ABO, que apresenta quatro tipos sanguíneos determinados por três alelos, sendo eles IA, IB e i.  A codominância ocorre entre os alelos  IA  e IB,

uma vez que, quando expressados simultaneamente, resultam no fenótipo sanguíneo AB.

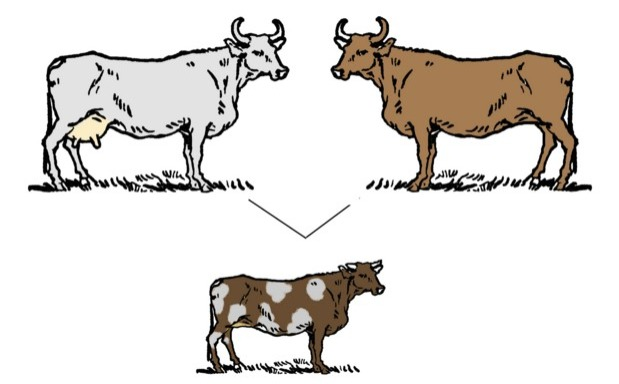
Codominância em gados

Outro exemplo que simplifica este processo, é a codominância que ocorre no cruzamento entre gados da raça Shorthom, o qual, animais homozigotos apresentam a pelagem na cor branca ou vermelha, e os descendentes quando heterozigotos, apresentam uma pelagem de cor rosilha, resultado da expressão dos dois genes presentes nos pais. Desta forma, em um mesmo indivíduo são expressados duas cores de pelos diferentes.

## Exemplo de cruzamentos codominantes
Lívia possui sangue do tipo A, portanto, seu genótipo pode ser  IAi ou  IA IA . Já Vítor, possui sangue do tipo B, cujo genótipo pode ser IBi ou  IBIB. Através da utilização do quadro de Punnett, onde a partir da separação dos gametas e do cruzamento entre eles, é possível encontrar o genótipo dos descendentes.
|    | IA    | i   |
| IB | IA IB | IBi |
| i  | IAi   | ii  |

Desta forma, após o cruzamento, torna-se possível observar a relação de codominância entre os alelos  IA  e IB, que são expressados simultaneamente, ao contrário do que ocorre quando expressados com o alelo i, sobre o qual exercem dominância.

## Aplicação

### Marcadores genéticos
Um marcador genético é qualquer caráter visível que de alguma forma seja analisável, para o qual os alelos em loci individuais segregam de uma maneira mendeliana, tais como as características visíveis das ervilhas estudadas por Mendel. Marcadores enzimáticos foram muito utilizados, mas foram substituídos por marcadores de DNA capazes de detectar uma maior variabilidade entre indivíduos.

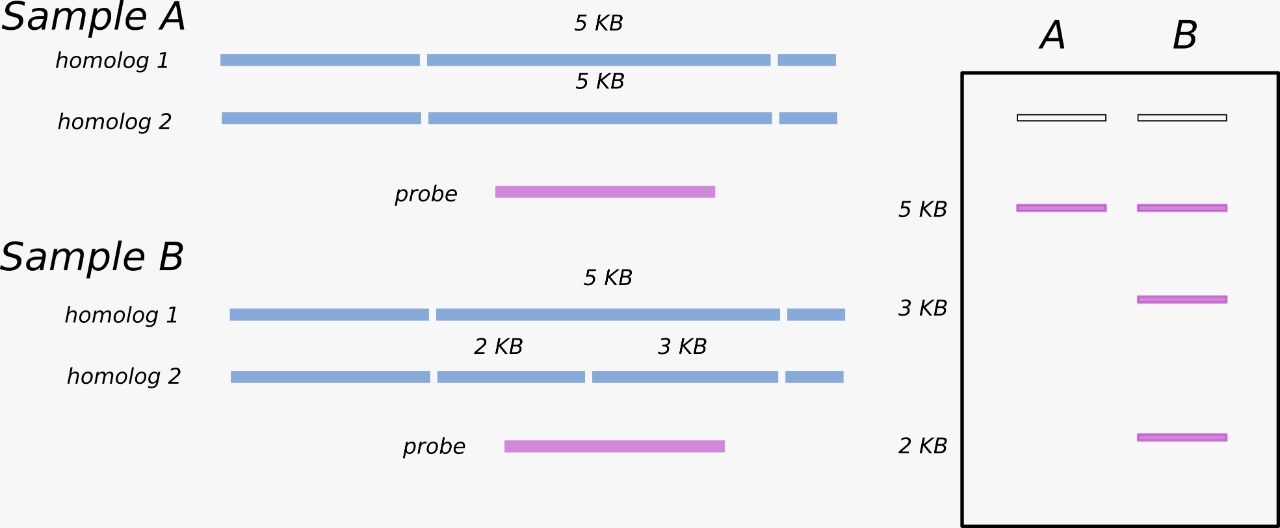
RFLPs representam marcadores hereditários e podem revelar relacionamentos entre diferentes indivíduos. A amostra A revela apenas uma banda após o processamento porque essa pessoa é homóloga para o mesmo alelo. A amostra B é heterozigótica e revela três bandas.

Polimorfismos de DNA surgem como resultado de uma variação (mutação) e são geralmente referidos pelo tipo de mutação que os criou. No campo da genética molecular, são desenvolvidos marcadores moleculares para a detecção e exploração desses polimorfismos do DNA, sendo utilizados em diversas áreas que envolvem genética, biologia molecular e biotecnologia, tais como genética de populações, filogenia molecular, mapeamento genético, diagnósticos de doenças genéticas e testes de paternidade.
Os marcadores de DNA são divididos em três categorias principais: os baseados em hibridização, os baseados em PCR (Reação em cadeia da Polimerase), e os marcadores baseados em sequenciamento. Estes podem também ser classificados de acordo com o tipo de herança alélica em dominantes e codominantes. Os marcadores codominantes possibilitam diferenciar indivíduos homozigotos e heterozigotos, o que não é possível com marcadores dominantes, com os quais só é possível identificar a presença ou ausência de um determinado alelo.
RFLP, Restriction Fragment Length Polymorphism, foi o primeiro marcador genético baseado em DNA desenvolvido e, por ser codominante e identificar um locus específico, este tipo de marcador é informativo e capaz de discriminar genótipos individuais, sendo, também, ainda hoje, utilizado em diferentes abordagens de estudo, tais como mapeamento genômico em plantas, marcação gênica, dinâmica populacional e relacionamento taxonômico.
Além disso, esta técnica foi também utilizada como base para a identificação e 14 isolamento de regiões repetitivas, tais como os marcadores do tipo microssatélites, originalmente desenvolvidos para uso em mapeamento genético em humanos, e sendo amplamente utilizados. Seu uso é baseado na amplificação por PCR de regiões específicas do genoma utilizando um par de primers locus específico. Os microssatélites são abundantes no genoma, fáceis de automatizar, codominantes, multialélicos, robustos e reprodutíveis. Os padrões de polimorfismo exibidos pelos SSR são maiores do que qualquer outro sistema de marcador contemporâneo.
1. ↑  J. F. Griffiths, Anthony (2019). Introdução à genética. Rio de Janeiro: Guanabara
2. 1 2  Osório, Maria Regina Borges (2013). Genética humana. Porto Alegre: Artmed
3. ↑  J. B., Urry, L. A., Cain, M. L., Wasserman, S. A., Minorsky, P. V., and Jackson, R. B. (2011)., Reece. «Mendel and the gene idea»
4. ↑  A. J. F., Miller, J. H., Suzuki, D. T., Lewontin, R. C., and Gelbart, W. M., Griffiths (2000). Mendel's experiments. In An introduction to genetic analysis. New York: [s.n.]
5. ↑  OpenStax College, Biology. «Characteristics and traits»
6. ↑  D. C., Bergmann (2011). «variations on mendelian genetics»
7. ↑  Instituto de Biociências, da universidade paulista. «Extensões das leis de mendel.» (PDF)
8. ↑  Freire, Leondro. «Codominancia de gados»
9. ↑  LEANDRO A. FREIRE, . «Codominância em gados»
10. ↑  C. Sapp, Sc.M., C.G.C., Julie. «CODOMINANCE»
11. ↑  A. Pierce, Benjamin (2016). Genética: um enfoque conceitual. Rio de Janeiro: Guanabara Koogan
12. 1 2 3 4 5  Carina Turchetto-Zolet, Andreia. «Marcadores Moleculares na Era genômica: Metodologias e Aplicações» (PDF)
13. ↑  OER, Bio. «DNA Fingerprinting (RFLP)»